# Edwin ab Einion
Edwin ab Einion was een zoon van de Welshe heerser Einion ab Owain. Hij wordt genoemd in 992, toen hij, met Engelse hulp een inval pleegde in grote delen van Deheubarth, waar zijn oom Maredudd ab Owain regeerde. Hoewel hij uitgebreide plunderingen aanrichtte, was de inval uiteindelijk onsuccesvol. De rest van zijn leven sleet hij vermoedelijk als grootgrondbezitter in Herefordshire. In de onduidelijke periode tussen 999 en 1023 is hij vermoedelijk ook nog enige tijd koning van Deheubarth geweest, met zijn broer Cadell. Zijn zonen Hywel en Maredudd grepen in 1033 de macht.